# Lonchaea helvetica
Lonchaea helvetica är en tvåvingeart som beskrevs av Macgowan 2002. Lonchaea helvetica ingår i släktet Lonchaea och familjen stjärtflugor.
Artens utbredningsområde är Schweiz. Inga underarter finns listade i Catalogue of Life.